# Bodotriidae
Bodotriidae är en familj av kräftdjur som beskrevs av Scott 1901. Bodotriidae ingår i ordningen kommakräftor, klassen storkräftor, fylumet leddjur och riket djur. Enligt Catalogue of Life omfattar familjen Bodotriidae 334 arter. 

## Bildgalleri

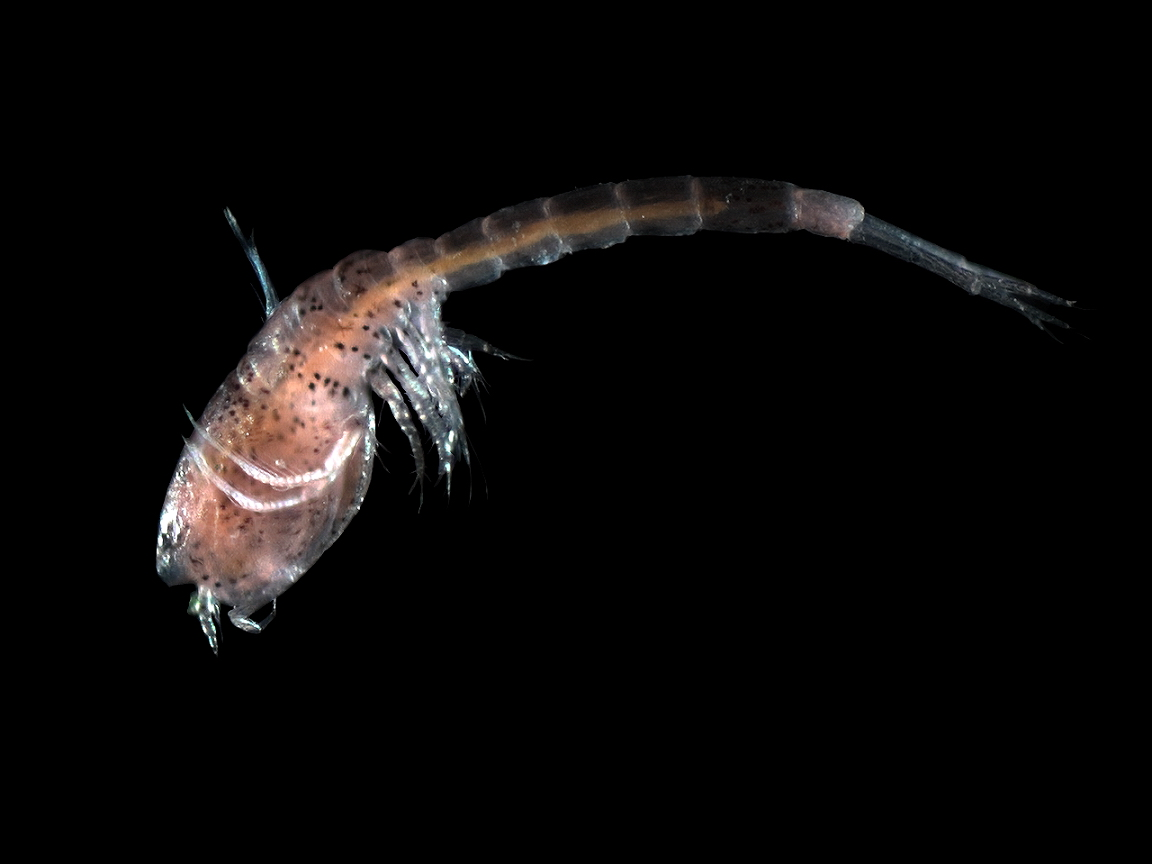

## Dottertaxa till Bodotriidae, i alfabetisk ordning[1][2]
- Alticuma
- Apocuma
- Atlantocuma
- Austrocuma
- Bacescuma
- Bathycuma
- Bodotria
- Cumopsis
- Cyclaspis
- Cyclaspoides
- Eocuma
- Gaussicuma
- Gephyrocuma
- Gigacuma
- Glyphocuma
- Heterocuma
- Hypocuma
- Iphinoe
- Leptocuma
- Mancocuma
- Mossambicuma
- Picrocuma
- Pomacuma
- Pseudocyclaspis
- Pseudoleptocuma
- Pseudosympodomma
- Spilocuma
- Stephanomma
- Sympodomma
- Upselaspis
- Vaunthompsonia
- Vauntompsonia
- Zenocuma
- Zygosiphon